# Bionicle: la Máscara de la Luz
Bionicle: Mask of Light: The Movie es la primera película de Bionicle directo a video basada en la serie de juguetes de Lego, hecha por Miramax Films con la ayuda de Lego. Ha vendido más de 40 millones de copias en todo el mundo desde su lanzamiento. La película gira en torno a la segunda mitad de la historia de 2003, en la isla llamada Mata Nui. El espíritu protector de la isla fue puesto en un profundo sueño, y sólo la Máscara de la Luz, en manos de dos Matoran que son asistidos por seis Toa, puede regresarla al Toa de la luz antes de que sea demasiado tarde. Las ventas de directos a video hicieron de Mask of Light uno de los DVD más vendidos del 2003 en los Estados Unidos, y ha ayudado al desarrollo de las tres películas más en la franquicia. Fue elogiada por sus efectos visuales y dirección de sonido, pero a pesar por ser en promedio en su historia y en el desarrollo de los personajes. La película fue precedida por tres secuelas Bionicle 2: Leyendas de Metru Nui, Bionicle 3: Red de Sombras, y Bionicle: La leyenda renace.
Mask of Light es una producción de LEGO / Miramax en asociación con Creative Capers Entertainment, CGCG y Wang Film Productions.

## Historia
La historia comienza con una narración de la leyenda BIONICLE original. La historia se traslada al pueblo fortaleza de Ta-Koro, que se encuentra en un lago de lava. Un Ta-Matoran llamado Jaller busca a su compañero de Kohlii (un juego parecido al lacrosse), Takua. Pronto lo encuentra inspeccionando un tótem de advertencia al lado de un río de lava. Justo antes de irse, Takua coge el tótem, sin saberlo, activando una trampa cazabobos. Deja caer el artefacto en la lava, dejando al descubierto una máscara Kanohi que se incrustó en el tótem. En ese momento, una ola de lava comienza a correr a través de la cámara hacia Takua. Él lanza la máscara a Jaller y trata de usar una tabla de lava para cruzar la lava, pero solo consigue la mitad. Justo cuando estaba a punto de ser asesinado, es salvado por Tahu, el Toa de Fuego. Takua y Jaller luego corren al campo de Kohlii y Jaller pone la máscara en su mochila. Después de que el partido ha terminado, la máscara de Takua encontrada cae de la mochila de Jaller, iluminando a Jaller. Los Turaga revelan que esta es la Máscara de la Luz, que es para ser usada por un legendario séptimo Toa, que derrotará a Teridax (Makuta). La Máscara de la Luz convertirá a su heraldo en el séptimo Toa. Sin embargo, Takua, que pensaba que era el Heraldo, no estaba dispuesto a admitirlo, Jaller es creído erróneamente que es él. Por desgracia para Takua, todavía tiene que venir a la búsqueda de la crónica de Jaller. Pohatu, el Toa de Piedra, se va para difundir la palabra sobre el séptimo Toa, mientras Gali, la Toa del Agua, ya se había marchado. Los dos Matoran dejan Ta-Koro al día siguiente y siguen la luz de la máscara a la región selvática de Le-Wahi.
Muy por debajo de Mata Nui, Teridax era plenamente consciente de lo que está pasando arriba. Él habla con una gran estatua de una máscara Kanohi, a la que él se refiere as su hermano, Mata Nui. A continuación, decidió poner en libertad a tres de sus semillas de sombra, los Rahkshi, para encontrar y destruir al Heraldo. En la superficie, Gali estaba meditando en Kini-Nui, el Gran Templo, cuando los Rahkshi aparecen desde el centro del templo y la atacan. Ella escapa escondiéndose en el río. Consciente de que los Rahkshi se dirigen a Ta-Koro, se apresura allí y advierte a los pobladores. Los Rahkshi irrumpen a través de las paredes de Ta-Koro, usando sus poderes de ruptura (Panrahk), desintegración (Guurahk), y veneno (Lerahk) para eventualmente destruir la aldea. Afortunadamente, todos los Matoran escapan ilesos. En la lucha, la máscara de Tahu es dañada por Gali cuando trata de apartar a Lerahk de él, dejando un rasguño verde perjudicial. Sin embargo, él estaba más preocupado por la destrucción de su pueblo.
Mientras tanto, Takua y Jaller se desplazan por la selva de Le-Wahi, yendo donde la Máscara de la Luz muestra que vayan. Luego son atacados por un oso ceniza Graalok y rescatados por Lewa, el Toa del Aire. Él les da una forma más rápida para viajar, un pájaro Gukko, que rápidamente los lleva a la región congelada de Ko-Wahi. A su llegada, se enteran de la destrucción de Ta-Koro. Lewa luego vuela a Ta-Wahi para aprender más, dejando detrás a Takua y Jaller. Ellos son atrapados en una tormenta de nieve donde encuentran Bohrok que están congelados, y se encuentran con Kopaka, Toa del Hielo. Al llegar a Ko-Koro, son atacados por los Rahkshi, y se escapan por el lado de una montaña. Kopaka es derrotado en la fuga, y Takua trata de atraerlos a través de un lago. Así como los Rahkshi se acercan, Kopaka despierta y congela a los Rahkshi en el lago. Kopaka entonces va a ver a su pueblo y los Matoran huyen por la región subterránea de Onu-Wahi.
En la carretera de Onu-Koro, una red subterránea de túneles sin utilizar, Takua se pierde y es sorprendido por Makuta, que apareció ante él en forma de dos ojos de color rojo brillante. Le advierte a Takua que si no le da la máscara, Jaller morirá. Takua se niega, pero luego entra en pánico y deja atrás a Jaller y a la máscara. Llega a la aldea de Onu-Koro a tiempo para encontrar a Pohatu y Onua, el Toa de la Tierra, hablando al pueblo sobre el séptimo Toa. Sin embargo, otros tres Rahkshi con el poder del miedo (Turahk), ira (Kurahk), y hambre (Vorahk)-aparecen, enviados por Makuta en respuesta a la negativa de Takua de su buena voluntad. A medida que los Matoran se ven obligados a huir de su pueblo, Takua siente que eso fue su culpa mientras los Rahkshi están detrás de él por ser el verdadero heraldo. Tahu, Gali y Lewa llegan. Sin embargo, la cicatriz de Tahu ha empeorado. Cuando fue alcanzado por la energía de la ira de Kurahk, el veneno y la ira le hacen atacar a Gali. Él fue detenido cuando Kopaka llegó y lo congeló. Mientras tanto, Onua causa un derrumbe, lo que provoca que él, Pohatu y los otros Toa se vean obligados a huir de la aldea. Gali, Kopaka y Lewa dejan a Tahu en una roca, y lo liberan de la infección.
Takua encuentra a Jaller y a los dos cabezas de Kini Nui, donde la máscara dice que el séptimo Toa sería encontrado. Sin embargo, los seis Rahkshi los alcanzan. Los Toa llegan y vencen a todos los Rahkshi excepto Turahk. Turahk luego trata de matar a Takua, sólo para que Jaller resista el golpe en su lugar. A medida que el moribundo Jaller le dice a Takua cómo fue "siempre diferente", el cronista se da cuenta de que él no era el Heraldo, sino el séptimo Toa él mismo. Takua se pone la máscara de la luz y el Toa de la Luz, cambia su nombre a Takanuva. Él destruye a Turahk, y luego construye un vehículo con la armadura del Rahkshi, llamado Ussanui - desarrollado por la Kraata descartada del Rahkshi - y vuela hasta la guarida de Teridax.
Después de un simulacro de Kohlii (juega con una pelota hecha de una sustancia llamada protodermis) en el que prevalece Takanuva con su movimiento especial de Kohlii antes de limpiar a Makuta a través de una pared, Teridax afirma que protegerá a Mata Nui del Toa de la luz indicando que "el sueño lo salva del dolor; despierto, sufre." Cuando Takanuva trata de quitar la máscara de las sombras de Teridax de su cara, ellos caen en un charco de protodermis y emergen como Takutanuva. El ser combinado lleva a los Matoran, Turaga, y Toa (que habían sido llevados para ser testigos de la derrota de Teridax por Hahli, una Ga-Matoran y amiga cercana de Jaller), a través de una puerta en la estatua de la máscara Kanohi. Takutanuva, que mantiene la puerta abierta, resucita a Jaller al transferir parte de su energía en la máscara de Jaller. Sin embargo, esta transferencia debilita a Takutanuva y la puerta lo aplasta. A medida que el polvo se disipa, sólo la máscara de la luz se mantiene. Takanuva luego es revivido también, y su luz hace un agujero en la caverna, dejando al descubierto la ciudad perdida de Metru Nui.

## Reparto
- Jason Michas como Takua/Takanuva.
- Andrew Francis como Jaller.
- Scott McNeil como Tahu Nuva, Onua Nuva y Graalohk el oso de ceniza.
- Dale Wilson como Lewa Nuva y Turaga Onewa.
- Kathleen Barr como Gali Nuva.
- Lee Tockar como Makuta Teridax, Takutanuva, y Pewku.
- Christopher Gaze como Turaga Vakama.
- Lesley Ewen como Turaga Nokama.
- Michael Dobson como Kopaka Nuva y Hewkii.
- Trevor Devall como Pohatu Nuva.
- Chiara Zanni como Hahli.
- Julian B. Wilson como Matoran, Rahkshi.
- Doc Harris como Anunciador del Kolhii.